# Compagnie Franco-Suisse
| \| \| 90.05 \| La Neuveville \| La Neuveville \| \| \| 75.29 \| Neuenburg \| Neuenburg \| \| \| 70.34 ←4.98 \| Auvernier \| Auvernier \| \| \| \| \| \| \| \| 39.36 \| Les Verrières \| Les Verrières \| \| \| 41.07 \| Landesgrenze CH-F \| Landesgrenze CH-F \| \| \| 54.85 \| Vaumarcus \| Vaumarcus \| \| Ohne Zwischenstationen und ohne Anschlussbahnen. \| \| \| \| |             |                   |                   |
| Bahnhof | 90.05       | La Neuveville     | La Neuveville     |
| Bahnhof | 75.29       | Neuenburg         | Neuenburg         |
| Bahnhof | 70.34 ←4.98 | Auvernier         | Auvernier         |
| Strecke von links · Abzweig geradeaus und nach rechts |             |                   |                   |
| Bahnhof · Strecke | 39.36       | Les Verrières     | Les Verrières     |
| Grenze · Strecke | 41.07       | Landesgrenze CH-F | Landesgrenze CH-F |
| Bahnhof | 54.85       | Vaumarcus         | Vaumarcus         |
| Ohne Zwischenstationen und ohne Anschlussbahnen. |             |                   |                   |

Die Compagnie Franco-Suisse (FS), kurz Franco-Suisse, war eine von 1859 bis 1871 existierende schweizerische Eisenbahngesellschaft.

## Geschichte

### Gründung und Bau

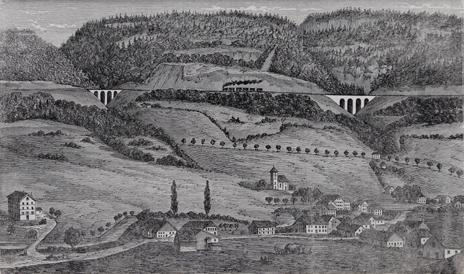
Zeitgenössische Darstellung der Bahnlinie Neuenburg–Les Verrières oberhalb des Dorfes Saint-Sulpice

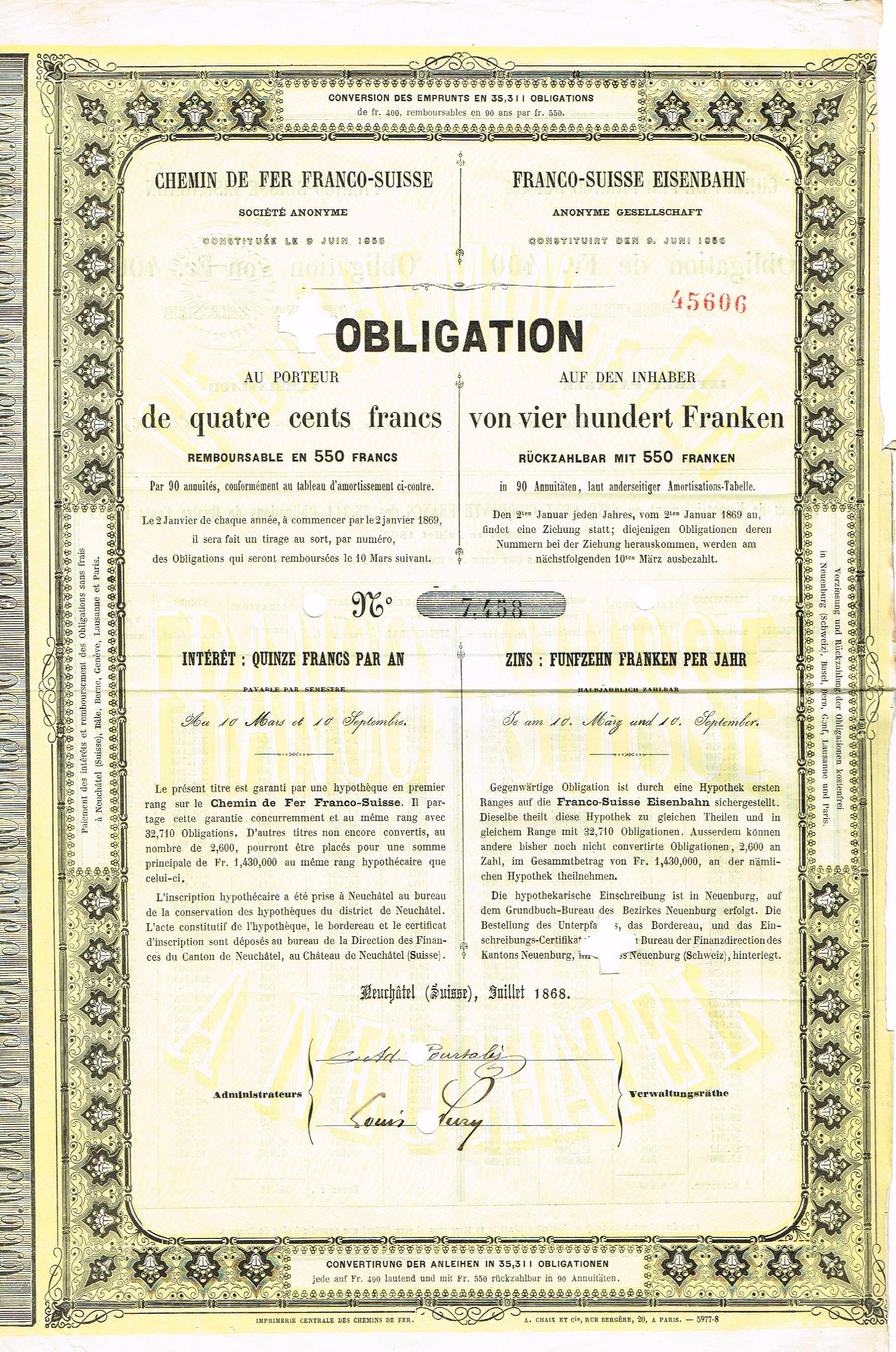
Obligation der Franco-Suisse

Ein 1852 gegründetes Komitee verfolgte das Ziel, mit einer Eisenbahnlinie von Neuenburg über Les Verrières nach Dole den Anschluss ans französische Eisenbahnnetz herzustellen. Um die Linie von Neuenburg nach Zürich fortzusetzen; setzte sich das Komitee mit der Schweizerischen Nordbahn (SNB) in Zürich in Verbindung. Das Projekt scheiterte am Widerstand des Kantons Neuenburg, der am 16. Dezember 1853 die Konzession für eine Linie von Les Verrières durch das Val de Travers nach Neuenburg und weiter bis zur Berner Grenze bei Thielle sowie für eine Zweiglinie von Neuenburg zur Waadtländer Grenze bei Vaumarcus erteilte. Mit Unterstützung durch die französische Paris–Lyon–Mittelmeer-Bahn (PLM) wurde am 2. April 1856 die Compagnie Franco-Suisse gegründet. Die PLM beteiligte sich mit 40 Prozent am Aktienkapital von 12 Millionen Franken.
Am 7. November 1859 konnte die Gesellschaft die Strecke von Vaumarcus – wo die Line der Compagnie de l’Ouest Suisse (OS) aus Yverdon endete – nach Frienisberg am Bielersee eröffnen. Der Streckenabschnitt bildet einen Teil der seit 1860 durchgehend befahrbaren Jurasüdfusslinie. An der Bielerseebucht La Russie in Frienisberg entstand ein provisorischer Bahnhof mit Hafen für die Schiffsverbindung nach Nidau bei Biel.
Am 25. Juli 1860 folgte die Strecke (Neuenburg–)Auvernier–Pontarlier an der Jurasüdfusslinie nach Les Verrières an der Schweizer Grenze, die dort an die Bahnstrecke Frasne–Les Verrières der PLM angeschlossen wurde. Der Bau der Linie gestaltete sich recht schwierig und bedingte zahlreiche Kunstbauten. Um die maximale Steigung von 20 ‰ zwischen Auvernier und dem Scheitelpunkt in Les Bayards nicht zu übersteigen, musste das Trassee vielfach in Felseinschnitten und Tunnels gelegt werden. Der Bau forderte vier Todesopfer.
Zunächst war die PLM für die Zugförderung auf beiden Strecken verantwortlich und stellte auch das Rollmaterial. Schon bald gelangten internationale Züge von Paris über Les Verrières nach Neuenburg.

### Betriebsgemeinschaft Suisse-Occidentale

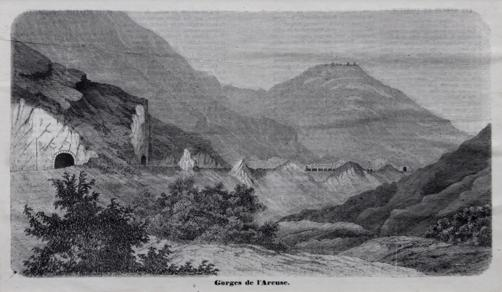
Areuse-Schlucht mit Linie der Franco-Suisse auf einem Holzstich

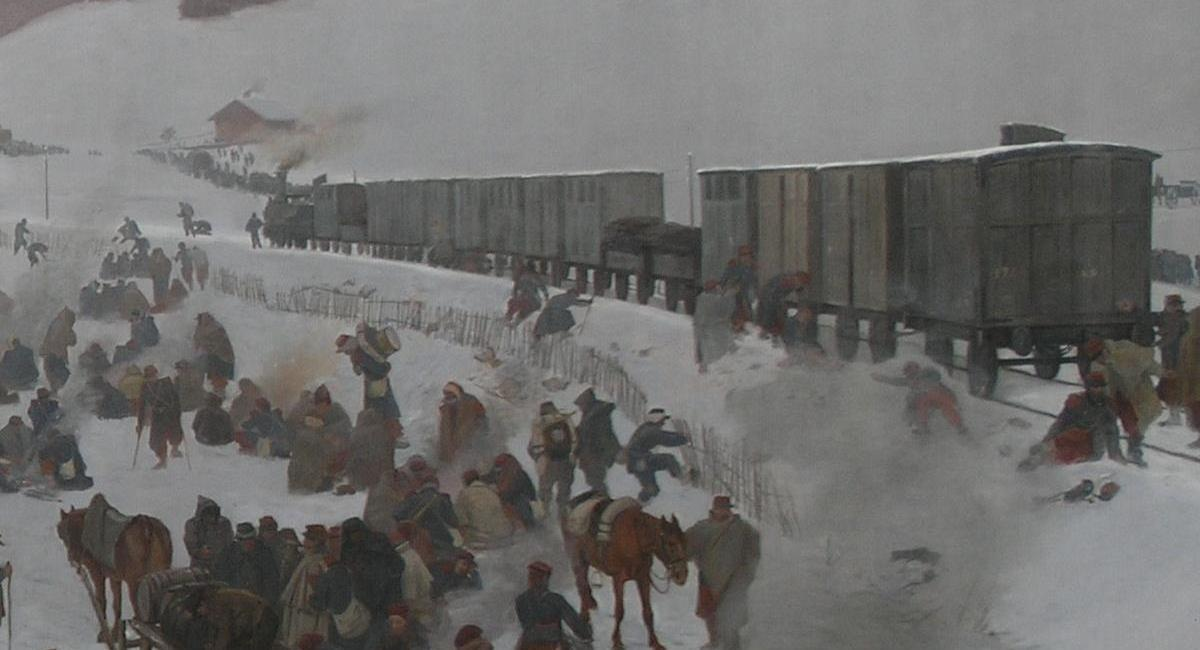
Sanitätszug in Les Verrières für die Verwundeten der Bourbaki-Armee während des Deutsch-Französischen Krieges von 1870/71. Ausschnitt aus dem Riesenrundgemälde von Edouard Castres im Bourbaki-Panorama Luzern.

Die Verbindung von Neuenburg über Lausanne nach Genf lag in den Händen von drei Gesellschaften, die sich oft gegenseitig bekämpften. Die Franco-Suisse besass den Abschnitt bis Vaumarcus, die Strecke von Vaumarcus bis Versoix gehörte der OS, das kurze Teilstück von Versoix nach Genf lag in den Händen der Lausanne–Fribourg–Berne-Bahn (LFB). Die drei sich konkurrenzierenden Westschweizer Bahnen kamen in finanzielle Schwierigkeiten. Einen grossen Teil des nach Frankreich führenden Verkehrs wickelte die Schweizerische Centralbahn (SCB) über ihren Grenzpunkt Basel ab. Nach langen und schwierigen Verhandlungen gründeten die FS, die OS und die LFB per 1. Januar 1865 eine Betriebsgemeinschaft mit dem Namen «Association des chemins de fer de la Suisse Occidentale». Der Betrieb wurde zum Preis von 8000 Franken pro Kilometer und Jahr der Firma Laurent-Bergeron et Comp. übertragen. Die finanzielle Lage der drei Westschweizer Bahnen stabilisierte sich, und ab 1868 konnte die Betriebsgemeinschaft alljährlich eine allerdings sehr bescheidene Dividende ausrichten.
Eine wichtige Rolle spielte die Franco-Suisse im Deutsch-Französischen Krieg, als in Les Verrières im Januar und Februar 1871 die französische Armée de l’Est mit 87'000 Mann unter General Bourbaki interniert wurde. Beim Abtransport der internierten Truppenverbände ereignete sich am 22. März 1871 infolge einer falschen Weichenstellung ein Zusammenstoss. Der Zugführer und 22 Internierte fanden den Tod, und 72 Soldaten wurden teils schwer verletzt (siehe auch Abschnitt Eisenbahnunfall vom 22. März 1871 im Artikel Colombier NE).
Auf den 1. Januar 1872 formierte sich die Suisse-Occidentale (SO) als Aktiengesellschaft, in der die Franco-Suisse zusammen mit der OS und der LFB vollständig integriert wurde. So entstand mit einer Netzlänge von 315 Kilometern der damals grösste Bahnkonzern der Schweiz.

## Rollmaterial
Da die Betriebsführung zuerst durch die PLM und dann durch die SO-Betriebsgemeinschaft erfolgte, hatte die Franco-Suisse keine eigenen Fahrzeuge.